# Première Ligue de soccer du Québec de 2022
A Première Ligue de soccer du Québec de 2022 será a décima primeira temporada da Première Ligue de soccer du Québec, a terceira divisão do futebol masculino no Canadá e a primeira divisão do futebol na província de Quebec.
O CS Mont-Royal Outremont foi o campeão da temporada passada e irá defender o título. Com essa conquista, a equipe será a representante da liga no Campeonato Canadense de 2022.

## Mudanças de 2021
A temporada de 2022 será a temporada com o maior número de equipes, tendo a participação de 12 equipes. O CS Saint-Laurent e o CF Montréal Reserves se juntaram à liga como como equipes de expansão. O CS Lanaudière-Nord (que competiu na PLSQ até 2015 como L'Assomption-Lanaudière, antes de fazer uma fusão com o ARS Laser) retorna à liga substituindo o FC Lanaudière, equipe do mesmo distrito. O CS Monteuil se tornou o AS Laval após fazer uma fusão com uma equipe de fora da PLSQ. O Ottawa South United está de volta à liga de forma integral após ser obrigado a se retirar no meio da temporada de 2021 devido à pandemia de COVID-19.
Na temporada regular, cada equipe jogará em casa e fora contra cada uma das 11 equipes do torneio, totalizando 22 partidas por equipe. Os quatro primeiros colocados irão se classificar para a Coupe PLSQ.

## Equipes
Doze equipes participarão da temporada de 2022. O campeão do torneio irá se classificar para o Campeonato Canadense de 2023.
| Clube                    | Cidade                                | Estádio                          |
| ------------------------ | ------------------------------------- | -------------------------------- |
| A.S. Blainville          | Blainville (Laurentides)              | Parc Blainville                  |
| Celtix du Haut-Richelieu | Saint-Jean-sur-Richelieu (Montérégie) | Stade Alphonse-Desjardins        |
| CS Lanaudière-Nord       | Joliette (Laurentides)                |                                  |
| AS Laval                 | Laval (Laval)                         | Centre Sportif Bois-de-Boulogne  |
| FC Laval                 | Laval (Laval)                         | Parc Cartier                     |
| CS Longueuil             | Longueuil (Montérégie)                | Centre Multi-Sport               |
| CF Montréal Reserves     | Montreal (Montreal)                   | CF Montréal training grounds     |
| CS Mont-Royal Outremont  | Mount Royal (Montreal)                | Parc Recreatif de TMR            |
| CS Saint-Laurent         | Saint-Laurent (Montreal)              |                                  |
| CS St-Hubert             | Saint-Hubert (Montérégie)             | Centre Sportif Roseanne-Laflamme |
| Ottawa South United      | Ottawa (Ontário)                      | George Nelms Sports Park         |
| Royal-Sélect de Beauport | Quebec                                | Centre Sportif Marc-Simoneau     |

## Temporada regular
| Pos | Equipe                   | J | V | E | D | GM | GC | SD | Pts | Qualificação |
| --- | ------------------------ | - | - | - | - | -- | -- | -- | --- | ------------ |
| 1   | A.S. Blainville          | 0 | 0 | 0 | 0 | 0  | 0  | 0  | 0   | Coupe PLSQ   |
| 2   | Celtix du Haut-Richelieu | 0 | 0 | 0 | 0 | 0  | 0  | 0  | 0   | Coupe PLSQ   |
| 3   | CS Lanaudière-Nord       | 0 | 0 | 0 | 0 | 0  | 0  | 0  | 0   | Coupe PLSQ   |
| 4   | AS Laval                 | 0 | 0 | 0 | 0 | 0  | 0  | 0  | 0   | Coupe PLSQ   |
| 5   | FC Laval                 | 0 | 0 | 0 | 0 | 0  | 0  | 0  | 0   |              |
| 6   | CS Longueuil             | 0 | 0 | 0 | 0 | 0  | 0  | 0  | 0   |              |
| 7   | CF Montréal Reserves     | 0 | 0 | 0 | 0 | 0  | 0  | 0  | 0   |              |
| 8   | CS Mont-Royal Outremont  | 0 | 0 | 0 | 0 | 0  | 0  | 0  | 0   |              |
| 9   | CS Saint-Laurent         | 0 | 0 | 0 | 0 | 0  | 0  | 0  | 0   |              |
| 10  | CS St-Hubert             | 0 | 0 | 0 | 0 | 0  | 0  | 0  | 0   |              |
| 11  | Ottawa South United      | 0 | 0 | 0 | 0 | 0  | 0  | 0  | 0   |              |
| 12  | Royal-Sélect de Beauport | 0 | 0 | 0 | 0 | 0  | 0  | 0  | 0   |              |

## Coupe PLSQ
|  | Semifinais | Semifinais | Semifinais |  |  | Final | Final | Final |  |
|  |            |            |            |  |  |       |       |       |  |
|  | 1          |            |            |  |  |       |       |       |  |
|  |            |            |            |  |  |       |       |       |  |
|  | 4          |            |            |  |  |       |       |       |  |
|  |            |            |            |  |  |       |       |       |  |
|  |            |            |            |  |  |       |       |       |  |
|  |            |            |            |  |  |       |       |       |  |
|  | 2          |            |            |  |  |       |       |       |  |
|  |            |            |            |  |  |       |       |       |  |
|  | 3          |            |            |  |  |       |       |       |  |

### Partidas

#### Semifinais
| 15 de outubro de 2021 |  | – |  |  |  |
|                       |  |   |  |  |  |

| 16 de outubro de 2021 |  | – |  |  |  |
|                       |  |   |  |  |  |

#### Final
| 22 de outubro de 2021 |  | – |  |  |  |
|                       |  |   |  |  |  |

## Premiação
| Première Ligue de soccer du Québec de 2022 |
| Flag of Quebec                             |
| ------------------------------------------ |
| ' Campeão (?.º título)                     |